# Estación Central de Los Ángeles
Central de Los Ángeles fue la principal terminal de pasajeros del Southern Pacific Railroad en Los Ángeles, California. Anteriormente estaba en Central Avenue en Fifth Street, en el este del Downtown Los Angeles. El principal centro para las operaciones de pasajeros de Southern Pacific en el sur de California, contaba con el servicio de Sunset Limited, Coast Daylight, Golden State y otros trenes con nombre. La estación reemplazó a la anterior terminal de la compañía en Los Ángeles, Arcade Depot, y a menudo se la conocía por el nombre de la instalación más antigua.

## Historia
El Southern Pacific Railroad (SP) fue el más utilizado de los tres ferrocarriles principales que daban servicio a Los Ángeles a principios del siglo XX (los otros eran el Los Angeles y Salt Lake Railroad y el Ferrocarril de Santa Fe). Southern Pacific comenzó a investigar el reemplazo del antiguo Arcade Depot ya en 1913, anticipándose al aumento del número de pasajeros en el estado como resultado de la celebración de la Exposición Universal de San Francisco y la Exposición Panamá–California.

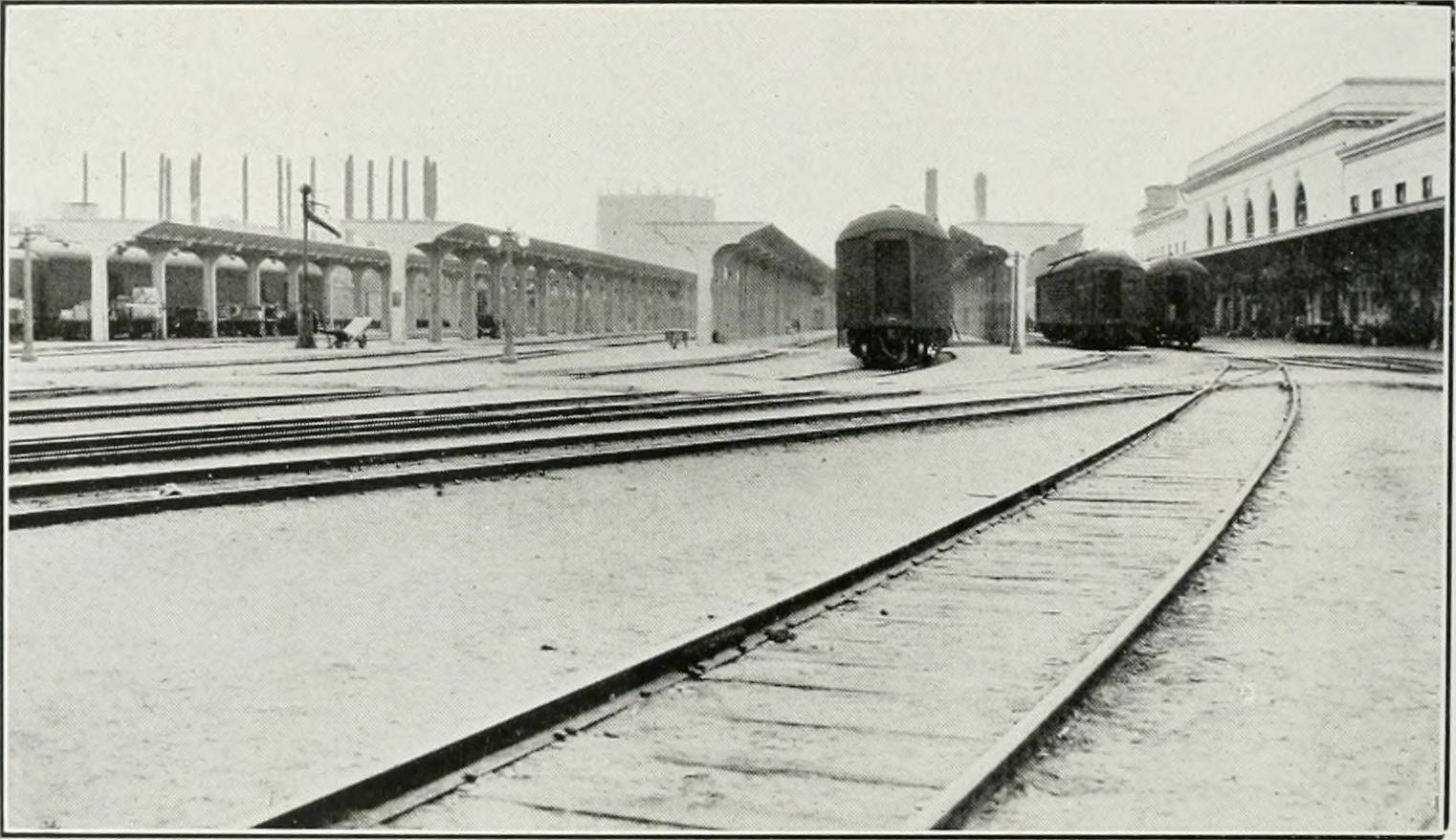
Andenes y vías de la estación vistos desde el norte.

Los trenes de pasajeros comenzaron a operar en las nuevas vías de la estación el 1 de diciembre de 1914. El edificio de la estación se inauguró el 2 de mayo de 1915. En 1918, poco más del 50% de todo el tráfico de pasajeros se realizaba a través de Southern Pacific y la Estación Central. El Union Pacific Railroad, cuya principal estación de tren de Los Ángeles,  resultó dañada en un incendio, comenzó a operar desde la estación en 1924.

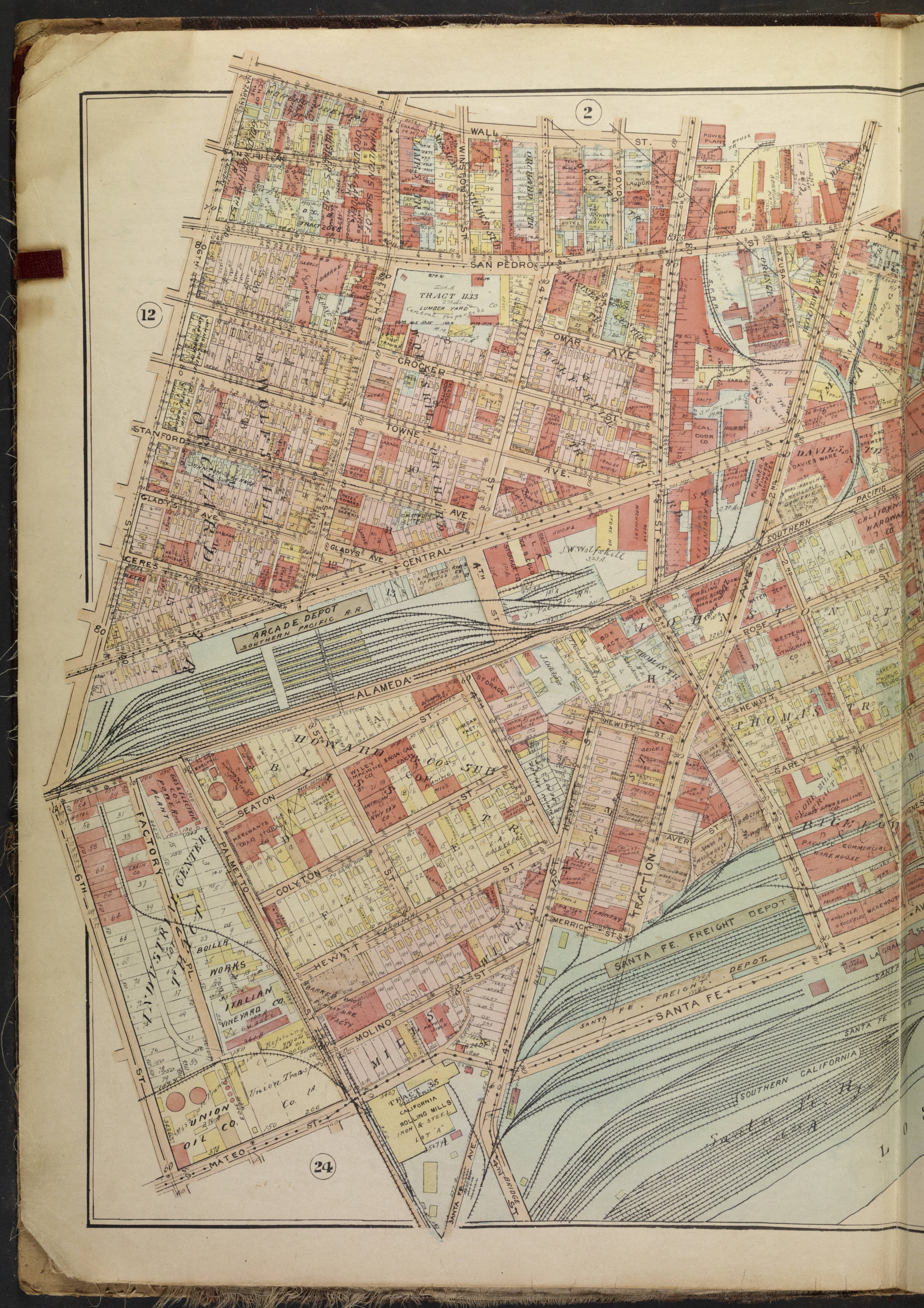
Mapa inmobiliario de Los Ángeles de 1921.

Además de los trenes de larga distancia, a la estación llegaban dos ferrocarriles eléctricos locales. Los autos rojos de Pacific Electric se detuvieron en la estación hasta 1950, haciendo escala en Ceres y Central en el lado oeste del edificio. Los pasajeros podían llevar sus automóviles a Sierra Vista, Pasadena, Edendale, Long Beach y San Pedro. En 1938, las líneas D, U y 3 del tranvía amarillo de Los Ángeles Railway se detuvieron frente al edificio en Central Avenue.
En 1926, los votantes de Los Ángeles votaron 51% contra 49% a favor de construir una Union station. Todos los servicios de pasajeros de larga distancia se transfirieron a la nueva Union Station una vez finalizado el edificio en 1939. Los coches de Pacific Electric continuaron circulando aquí hasta septiembre de 1940, cuando los viajes se desviaron al edificio terminal del metro.
La Estación Central fue demolida el 22 de agosto de 1956.

## Diseño
La estación fue diseñada por la firma de los señores Parkinson & Bergstrom. Las características que gobernaron su diseño incluyeron:
- Separación a nivel de peatones y vías
- Separación de pasajeros entrantes y salientes.
- Servicios para pasajeros en espera
- Instalaciones de equipaje adecuadas
- Una taquilla de tren eficaz y cómoda
- Una oficina de información centralizada
- Instalaciones operativas adicionales que incluyen planta eléctrica, cocina y comedor, oficina, patios privados para autos, etc.